# Biroella forficulata
Biroella forficulata är en insektsart som beskrevs av Bolívar, C. 1925. Biroella forficulata ingår i släktet Biroella och familjen Morabidae. Inga underarter finns listade i Catalogue of Life.